# Yeiner Orozco
Yeiner Orozco (Santa Marta, Colombia, 17 de diciembre de 1993) es un futbolista colombiano. Juega de centrocampista y actualmente milita en el Deportes Quindío de la Categoría Primera A colombiana.

## Clubes
| Club                  | País     | Año           |
| --------------------- | -------- | ------------- |
| Deportes Quindío      | Colombia | 2011          |
| Universitario Popayán | Colombia | 2012 - 2015   |
| Deportes Quindío      | Colombia | 2016 - 2018   |
| Alianza Petrolera     | Colombia | 2019          |
| Deportes Quindío      | Colombia | 2020-presente |

- Datos: Q23642304